# Los crímenes de Petiot
Los crímenes de Petiot és una pel·lícula espanyola del 1973 del gènere giallo dirigida per José Luis Madrid i progatonitzada per Paul Naschy, Patricia Loran i Fernando Marín.

## Sinopsi
Trenta anys després d'haver acabat la Segona Guerra Mundial es produeixen una sèrie d'assassinats i desaparicions a França que semblen tenir relació amb les atrocitats que hi van cometre els ocupadors nazis. Sembla que un científic nazi psicòpata que va actuar durant l'ocupació n'estaria al darrere,

## Repartiment
- Paul Naschy - Boris Villowa / Pare de Marcel
- Patricia Loran - Vera
- Fernando Marín - Heinrich Weiss
- Anastasio Campoy - Comisario Wilhelm Rotwang
- Lucía Prado - Madeleine
- Ramón Lillo - Konrad Freund
- Vicente Haro - Inspector Muller
- María Pinar
- Hugo Astar
- Enrique San Francisco - Policía
- Monika Rey
- Maite Crespo
- Víctor Iregua
- Jesús Nieto - Marcel 9 anys